# Pleurozia
Pleurozia là một chi rêu tản trong họ Pleuroziaceae.

## Phân loại
Danh sách 12 loài dưới đây lấy theo Thiers (1993), Söderström et al. (2016)
- Pleurozia Dumortier, 1835 [Physiotium Nees, 1838; Eopleurozia Schust., 1961]
  - Incertae sedis
    - Pleurozia pocsii Müller, 2013

  - Phân chi Pleurozia
    - Pleurozia gigantea (Weber) Lindberg, 1874

  - Phân chi Constantifolia Thiers, 1993
    - Pleurozia purpurea Lindberg, 1877
    - Pleurozia conchifolia (Hooker & Arnott) Austin, 1874

  - Phân chi Diversifolia Thiers, 1993
    - Pleurozia acinosa (Mitten) Trevisan, 1877
    - Pleurozia articulata (Lindberg) Lindberg & Lackström, 1874
    - Pleurozia caledonica (Gottsche ex Jack) Stephani, 1906
    - Pleurozia curiosa Thiers, 1993
    - Pleurozia heterophylla Stephani ex Fulford, 1972
    - Pleurozia johannis-winkleri Herzog, 1931
    - Pleurozia paradoxa (Jack) Schiffner, 1893
    - Pleurozia subinflata (Austin) Austin, 1874

Tuy nhiên, The Plant List coi P. caledonica, P. heterophylla như là chưa dung giải và không đề cập tới P. pocsii, đồng thời coi các loài sau đây là được chấp nhận: P. arcuata, P. giganteoides, Eupleurozia giganteoides, E. paradoxa, E. simplicissima.

## Đặc điểm
Các loài của chi này khi xét tổng thể là khác biệt về bề ngoài và phân bố rộng. Các thùy lá dưới của Pleurozia hợp nhất lại, tạo thành một túi nước khép kín được che phủ bởi một nắp có thể dịch chuyển, tương tự về cấu trúc như những gì thấy ở chi thực vật hạt kín Utricularia (Lentibulariaceae). Các túi này từng được cho là có vai trò trong việc tích trữ nước, nhưng nghiên cứu năm 2005 đối với Pleurozia purpurea lại thấy rằng các túi thu hút và bẫy trùng lông (Ciliophora), theo cách thức tương tự như Utricularia. Các quan sát tại chỗ (in situ) cũng khám phá một lượng lớn con mồi bị bẫy bên trong các túi, gợi ý rằng loài này thu được một số lợi ích từ cách phát triển theo kiểu ăn thịt. Sau Colura, đây là báo cáo thứ hai về ăn thịt động vật trong số các loài rêu tản.